# Kateřina z Valdštejna (1637)
Kateřina z Valdštejna (1565/1566 – 10. února 1638 Brno) byla česká šlechtična z rodu Valdštejnů (Waldsteinů). Jejím prvním manželem byl Smil Osovský z Doubravice a druhým Karel starší ze Žerotína. Vlastnila panství Třebíč, které svou závětí odkázala formou svěřenství příbuzným Valdštejnům.

## Životopis

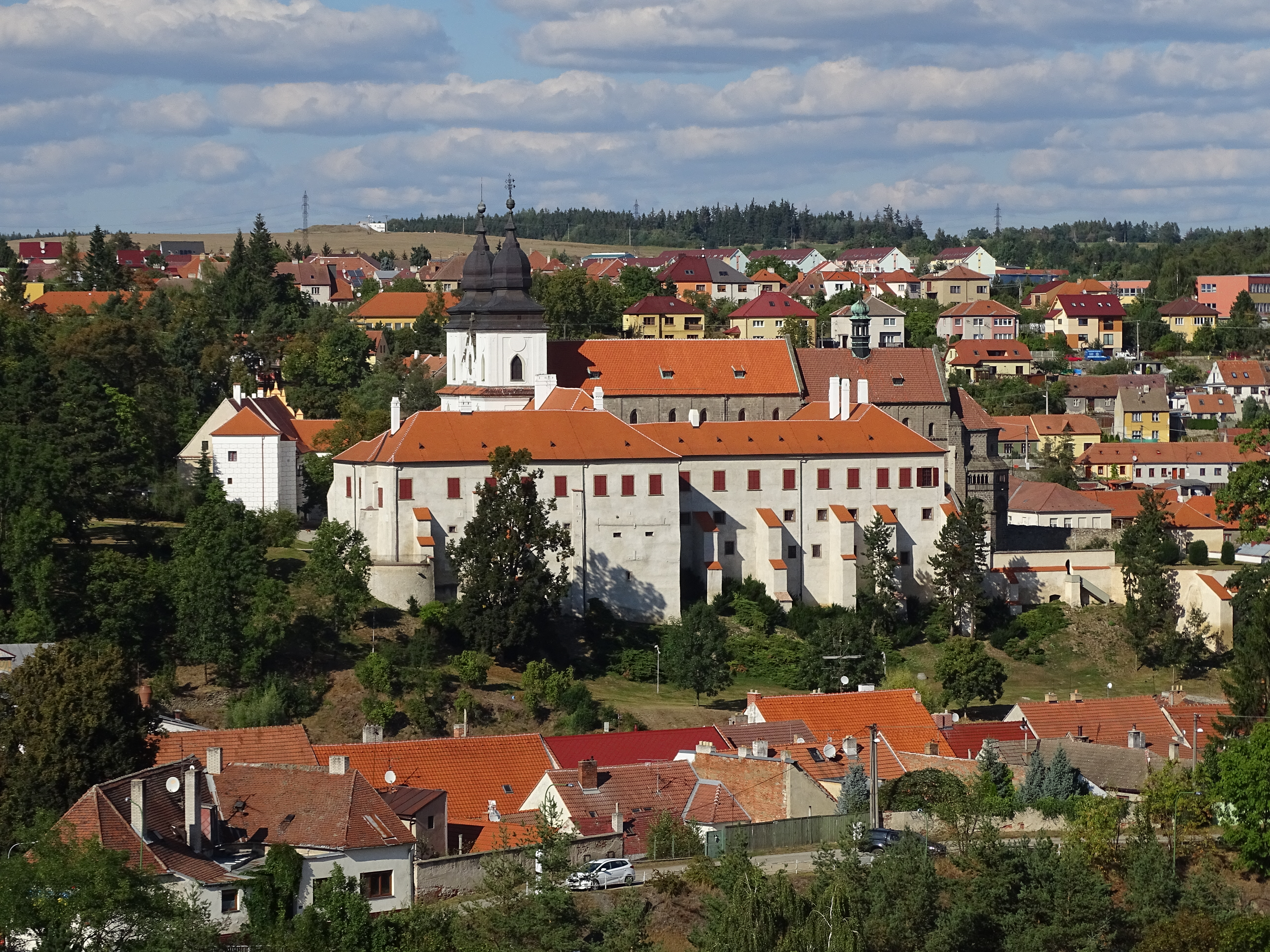
Zámek Třebíč

Pocházela ze starého českého rodu Valdštejnů, narodila se kolem roku 1565 jako dcera nejvyššího zemského komorníka Českého království Jana mladšího z Valdštejna († 1576) a jeho druhé manželky Magdaleny z Vartemberka († 1592). Z Kateřininých sourozenců proslul pozdější vlivný politik Adam mladší z Valdštejna. Matka Magdalena se po ovdovění znovu provdala za Jana z Lipé († 1598), s nímž měla další potomstvo (Pertold Bohobud z Lipé). Kateřina vyrůstala na venkovských statcích svého otce a dostalo se jí solidního vzdělání. V roce 1589 se provdala za Smila Osovského z Doubravice (1548–1613), který patřil k významným osobnostem společenského života na Moravě přelomu 16. a 17. století, mimo jiné zastával státní úřady ve správě Moravského markrabství. Manželství zůstalo bezdětné a Kateřina po Smilovi zdědila v roce 1613 panství Třebíč, které patřilo k velkým pozemkovým celkům na západní Moravě (patřilo k němu město Třebíč, další tři městečka, 73 vesnic, 13 hospodářských dvorů, několik tvrzí a zřícenin hradů). Již o rok později se v roce 1614 v Brandýse nad Orlicí provdala za dlouholetého rodinného přítele Karla staršího ze Žerotína (1564–1636), který vlastnil rozsáhlé statky v sousedství Třebíče (Náměšť nad Oslavou, Rosice) a patřil také k významným osobnostem veřejného života na Moravě (moravský zemský hejtman). Kateřina si podržela samostatnou správu panství Třebíč, hospodaření se aktivně věnovala a díky vysokým výnosům mohla finančně podporovat i společenské aktivity svého druhého manžela. Orientovala se také v politice, věnovala se i náboženské problematice. Udržovala osobní i písemné kontakty s řadou osobností a její bohatá korespondence (psaná česky) se již několikrát stala předmětem zájmu historiků.
Karel starší ze Žerotína patřil k předním osobnostem nekatolické stavovské opozice proti císařskému dvoru, v době stavovského povstání ale svou autoritou prosadil umírněný postup. Díky tomu po bitvě na Bílé hoře obdržel od císaře Ferdinanda II. ochranný list (9. prosince 1620), který zaručoval bezpečnost jeho statků a výslovně byla zmíněna i Kateřinina Třebíč. Manželé ale odmítli přestoupit na katolickou víru a po vydání Obnoveného zřízení zemského se nakonec museli svých majetků vzdát. Kateřina uzavřela 15. května 1628 smlouvu se svým bratrem Adamem mladším z Valdštejna, kterou mu třebíčské panství předala. Vymínila si ale nadále dohled nad hospodářskou správou panství, možnost využívat část třebíčského zámku a také si nechala vyplácet roční apanáž ve výši 6 000 zlatých z výnosu panství. Na zámku v Třebíči pobývala několik měsíců na přelomu let 1628–1629, teprve poté s manželem Karlem starším ze Žerotína odešla do exilu, do Čech a na Moravu ale i později zajížděli. Přestože její majetkoprávní poměr k panství Třebíč byl složitý, svou poslední vůlí z února 1637 zřídila z panství fideikomis pro potomstvo svého bratra Adama s právem seniorátu, tj. že dědicem majetku se měl stát vždy nejstarší člen rodu. Seniorátní fideikomis byl v českém prostředí poměrně unikátní a do budoucna se stal předmětem mnoha soudních sporů, protože v rozvětveném rodu Valdštejnů a složitého dokazování věku nebylo vždy snadné určit, kdo je v rodině nejstarší.
Zemřela 10. února 1638 v Brně.Její závěť zahrnovala řadu odkazů vysokých finančních částek a klenotů různým osobám a institucím a dokládá, že i přes složité poměry pobělohorského období si Kateřina udržela značné bohatství.
V Třebíči nese její jméno ulice Kateřiny z Valdštejna.